# Гунхильда Венденская
Гунхильда Венденская — первая жена Свена Вилобородого.

## Биография
Являлась первой женой Свена Вилобородого, дочерью Бурислава Вендского. Кто именно имеется в виду под Буриславом, точно не ясно. Считается, что это — собирательный образ двух польских князей Мешко I и его сына Болеслава Храброго. В таком случае, Гуннхильду отождествляют со Святославой, дочерью Мешко I, что подтверждают и европейские хронисты, такие как Титмар Мерзебургский, Адам Бременский и Саксон Грамматик. От этого брака родились:
- Харальд II (994—1018). Король Дании и Норвегии с 1014 года ;
- Кнуд I Великий (995—1035). Король Англии с 1016 года, Дании с 1018 года, Норвегии с 1028 года. Муж Эммы Нормандской, вдовы Этельреда Английского (умерла в 1052 году)(спорно);
- Святослава (англ. Santslava), чье имя явно намекает на родство со славянской княжной;
- Гида. Жена Эйрика Хаконссона, правителя Норвегии и ярла Нортумбрии.

Однако в некоторых источниках указывается, что Сигрид Гордая является матерью Харальда II и Кнуда I Великого. Таким образом, нельзя утверждать, что они являются детьми брака Свена Вилобородого и Гунхильды Венденской.